# ناصح (اسم)
ناصح هو اسم علم مذكر من أصل عربي، ومعناه هو مقدم النصيحة الواعظ.

## شخصيات تحمل الاسم
- ناصح الدين الأرجاني
- ناصح الفضلي (ممثل كويتي، 2 أكتوبر 1965 – 8 يوليو 2018)

## وصلات خارجية
- موسوعة السلطان قابوس لأسماء العرب